# Orientalium Ecclesiarum
Orientalium Ecclesiarum, s podtitulem Dekret o východních katolických církvích, je jedním z 16 magisteriálních dokumentů Druhého vatikánského koncilu. „Orientalium Ecclesiarum“ je latinský výraz pro východní církve a je převzat z prvního řádku (incipitu) dekretu. 
Jeden z nejkratších koncilních dokumentů byl schválen 20. listopadu 1964 poměrem hlasů 2 054 pro a 64 proti a potvrzen poměrem hlasů 2 110 ku 39 dne 21. listopadu 1964 (na svátek Vstupu přesvaté Bohorodice do chrámu), kdy byl papežem Pavlem VI. promulgován. 
Dekret uznává právo východních katolíků zachovat si vlastní odlišnou liturgickou praxi a zároveň zůstat v plném společenství se Svatým stolcem. Dekret vybízí východní katolíky, aby „podnikli kroky k návratu k tradicím svých předků“. Tento aspekt dekretu byl namířen proti latinizaci. Vyzývá k jeho očistě tam, kde došlo k latinizaci. Tento dekret se stal významným impulsem pro tzv. obřadní obnovu východních církví. Velkou zásluhu na jeho vzniku a obsahu měli zejména biskupové melchitské řeckokatolické církve.
Dokument upřesňuje některé autonomní pravomoci východních církví. Patriarcha (případně hlavní arcibiskup) a synoda mají zejména pravomoc zřizovat eparchie, jmenovat biskupy v rámci svého patriarchátu, vydávat zákony o právech a povinnostech nižších svěcení (včetně subdiakonátu) a určovat datum slavení Velikonoc v rámci svého obřadu. Dále uznala starobylou praxi na Východě, pokud jde o svátost biřmování (myron), a uvedla, že všichni východní kněží mají pravomoc udělovat tuto svátost za použití křižma požehnaného biskupem. Jedním z důsledků toho je, že byla formálně uznána další praxe udílení svatého přijímání malým dětem. 

## Obsah
Obsahuje 30 článků rozdělených do 6 kapitol, předmluvu a závěr.
Předmluva potvrzuje, že církev respektuje východní katolíky (§1): 
Katolická církev si velmi váží institucí, liturgických obřadů, církevních tradic a zavedených norem křesťanského života východních církví, neboť v nich, které se vyznačují úctyhodnou starobylostí, zůstává nápadná tradice, která byla předávána od apoštolů prostřednictvím Otců a která je součástí Bohem zjeveného a nerozděleného dědictví všeobecné církve.
Jednotlivé církve nebo obřady
Viz též: Východní katolická liturgie
– „Každá jednotlivá církev nebo obřad by si měla zachovat své tradice celé a neporušené“, ale „měla by přizpůsobit svůj způsob života různým potřebám doby a místa“ (§2)
– Jednotlivé církve, ať už východní, nebo západní, mají stejnou důstojnost (§3)
– Každý katolík si musí zachovat svůj vlastní obřad, opatrovat ho a chránit (§4)
Zachování duchovního dědictví východních církví
– „Církve na Východě stejně jako na Západě mají plné právo a povinnost řídit se samy, každá podle své vlastní zavedené disciplíny“ (§5)
– Všechny východní církve si mohou zachovat své liturgické tradice a způsob života, a pokud jim dějiny vnutily změny, „měly by podniknout kroky k návratu k tradicím svých předků“ (§6)
Patriarchové východního obřadu
– „Patriarchát jako instituce existuje v církvi od nejstarších dob.“ (§7)
– Všichni patriarchové mají stejnou důstojnost (§8)
– Práva a výsady patriarchů „by měly být obnoveny v souladu s dávnou tradicí každé z církví a s dekrety ekumenických koncilů“ (§9)
– „Patriarchové se svými synodami jsou nejvyšší autoritou pro všechny záležitosti patriarchátu“, s výhradou práva papeže zasahovat v jednotlivých případech (§9)
– Nové patriarcháty by měly být zřizovány tam, kde je to potřeba (§11)
Udílení svátostí (§ 12–18) se zabývá úpravou svátostí. Důležitou otázkou je právo kněží jednoho obřadu udělovat svátosti věřícím jiného obřadu. Doporučuje také obnovit diakonát jako trvalou službu.
Bohoslužba (§ 19-23) se zabývá úpravou liturgických záležitostí, jako jsou svátky (včetně Velikonoc), bohoslužba a jazyky, které se mají používat při liturgii. 
Vztahy s bratry odloučených církví
– Východní katolíci mají zvláštní povinnost podporovat jednotu křesťanů, zejména s pravoslavnými (§24)
– Pokud se člen východní pravoslavné církve stane katolíkem, „nemělo by se od něj požadovat více, než co vyžaduje holé vyznání katolické víry“. Pravoslavný kněz nebo biskup smí po vstupu do katolické církve působit jako kněz nebo biskup (§25)
– Člen východní pravoslavné církve, pokud o to sám požádá, může přijmout svátosti pokání, eucharistie a pomazání nemocných od východního katolického kněze. A východní katolík, není-li k dispozici katolický kněz, může tyto svátosti přijmout od východního pravoslavného kněze. Východní katolíci a pravoslavní se mohou vzájemně účastnit liturgických obřadů (§ 26-29)
Závěr (§30) žádá všechny křesťany, východní i západní, aby se modlili za sjednocení křesťanů a také aby se modlili za ty křesťany, kteří trpí pro svou víru v Krista (narážka na křesťany v komunistických zemích).